# 銭洲海嶺
銭洲海嶺（ぜにすかいれい）とは、伊豆諸島の新島・式根島・神津島周辺から南西方向へ連なる海底の高まり(広義の海嶺)である。この海嶺の北西側は石廊海底谷および南海トラフと接している。南東側斜面には海嶺と平行に、複数の逆断層が発達している。また、石廊崎の南方およそ70kmの地点では海嶺の一部が海面上に突き出しており、銭洲と呼ばれている。

## 主な地形
| 名称         | 標高   | 地図                               | 説明 |
| ------------ | ------ | ---------------------------------- | --- |
| 大室ダシ     | -28m   | 北緯34度32分48秒 東経139度26分30秒 | 伊豆大島の南端より南南東約13kmに位置する最浅水深28mの浅瀬、及びその周囲にある水深150m以浅程度の島棚。島棚の中央部に1×0.5kmの海穴（大室海穴）があり、活火山の火口と推定されている。                                                                                  |
| 新島ウラノ瀬 | -66m   | 北緯34度26分秒 東経139度25分秒     | 新島の北端より東約12kmに位置する最浅水深66mの浅瀬。最浅部は直径約1.7kmの火口の外輪山東部に位置しており、この火口の中心付近には比高70m程度の中央火口丘が存在する。この火口の南に隣接する形で直径約3.5kmのカルデラ、更にこのカルデラの西側に最浅水深58mの島棚がある。 |
| 鵜渡根島     | 210m   | 北緯34度28分22秒 東経139度17分37秒 | 利島と新島の間にある面積0.3km2の無人島。主に玄武岩からなり、後期更新世ごろの活動で形成された。島の周囲には、フヅシ根、モノキ、オタイ根などの岩礁がある。 |
| 新島         | 432m   | 北緯34度23分48秒 東経139度16分13秒 | 面積23.17km2の有人島。主に流紋岩からなる単性火山群で構成されており、後期更新世以降の活動で形成された。最新活動は886-887年の向山。無人の小島として、島の西に地内島、南に早島がある。                                                                                 |
| 式根島       | 109m   | 北緯34度19分21秒 東経139度11分47秒 | 面積3.67km2の有人島。新島単性火山群の一つで、約1.4万年前の活動で形成された。 |
| 高瀬         | -59m   | 北緯34度26分24秒 東経139度10分12秒 | 新島の北西約10kmにある浅瀬。 |
| 神津島       | 572m   | 北緯34度13分10秒 東経139度09分12秒 | 面積18.48km2の有人島。主に流紋岩からなる単性火山群で構成されており、後期更新世以降の活動で形成された。最新活動は838年の天上山。無人の小島として、島の西に恩馳島、南東に祇苗島がある。また、祇苗島から南東約7kmに渡って直線状に火砕丘が海底に分布している。          |
| ヒョウタン瀬 | -102m  | 北緯34度21分秒 東経139度02分36秒   | 神津島の北西約15kmにある浅瀬。 |
| 渡り瀬       | -78m   | 北緯34度04分秒 東経138度56分秒     | 神津島の南東約20kmにある浅瀬。 |
| 銭洲         | 8m     | 北緯33度56分37秒 東経138度49分3秒  | 神津島の南西約40kmに位置する岩礁群。大きく分けて北東部と南西部に分けられ、両者は2.5kmほど離れている。 |
| 銭洲沖海山   |        | 北緯33度25分12秒 東経138度24分36秒 | 銭洲の南東約60kmに位置する海山。 |
| 銭洲海底谷   |        | 北緯33度48分秒 東経138度57分秒     | 神津島と神津中瀬の間付近から、銭洲の南東、銭洲沖海山の東を経由して四国海盆に至る海底谷。 |
| 遠州灘沖海山 | -2680m | 北緯33度02分秒 東経137度42分48秒   | 銭洲海嶺の南端にある海山。 |
| 伊良湖海丘   | -3350m | 北緯33度00分秒 東経137度23分30秒   | 銭洲海嶺の西端にある海山。 |